# Bataille de la Malmaison
Pour les articles homonymes, voir Malmaison.
Première Guerre mondiale
Batailles
Front d'Europe de l’Ouest
- Liège (8-1914)
- Namur (8-1914)
- Frontières (8-1914)
- Anvers (9-1914)
- Grande Retraite (9-1914)
- Marne (9-1914)
- Course à la mer (9-1914)
- Yser (10-1914)
- Messines (10-1914)
- Ypres (10-1914)
- Givenchy (12-1914)
- 1re Champagne (12-1914)
- Hartmannswillerkopf (1-1915)
- Neuve-Chapelle (3-1915)
- 2e Ypres (4-1915)
- Colline 60 (4-1915)
- Artois (5-1915)
- Festubert (5-1915)
- Quennevières (6-1915)
- Linge (7-1915)
- 2e Artois (9-1915)
- 2e Champagne (9-1915)
- Loos (9-1915)
- Verdun (2-1916)
- Redoute Hohenzollern (3-1916)
- Hulluch (4-1916)
- 1re Somme (7-1916)
- Fromelles (7-1916)
- Arras (4-1917)
- Vimy (4-1917)
- Chemin des Dames (4-1917)
- 3e Champagne (4-1917)
- 2e Messines (6-1917)
- Passchendaele (7-1917)
- Cote 70 (8-1917)
- 2e Verdun (8-1917)
- Malmaison (10-1917)
- Cambrai (11-1917)
- Bombardements de Paris (1-1918)
- Offensive du Printemps (3-1918)
- Lys (4-1918)
- Aisne (5-1918)
- Bois Belleau (6-1918)
- 2e Marne (7-1918)
- 4e Champagne (7-1918)
- Château-Thierry (7-1918)
- Le Hamel (7-1918)
- Amiens (8-1918)
- Cent-Jours (8-1918)
- 2e Somme (9-1918)
- Bataille de la ligne Hindenburg
- Meuse-Argonne (10-1918)
- Cambrai (10-1918)

Front italien
Front d'Europe de l’Est
Front des Balkans
Front du Moyen-Orient
Front africain
Bataille de l'Atlantique
La bataille de la Malmaison est une bataille de la Première Guerre mondiale qui se déroula du 23 octobre 1917 au 25 octobre 1917. Elle tient son nom du fort de la Malmaison, situé à côté du chemin des Dames, dans l'Aisne. Son issue sera le repli des Allemands sur la rive droite de l'Ailette.
Ce qui la rend notable est sa préparation d'artillerie, la plus forte de toutes les batailles de la Première Guerre mondiale, d'une intensité qu'on ne reverra plus avant la bataille de Koursk en 1943 : près de 1 800 pièces d’artillerie françaises, pour 12 km de front, ont envoyé plus de 3 millions de projectiles en 3 jours. Cette bataille est remarquable pour son utilisation des chars, stratégie que l'on doit au général Jean Estienne, qui a créé une arme blindée en France, ce qui lui a valu le surnom de « Père des chars ».

## Contexte

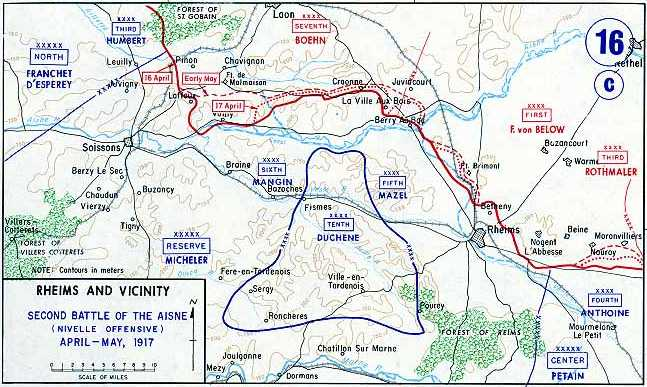
Front de l'Aisne, 1917.

La bataille de la Malmaison est une bataille opposant la 6e armée française commandée par le général Paul Maistre à la VIIe armée allemande du général Max von Boehn. 
Elle se déroule sur la partie ouest du Chemin des Dames, théâtre de l'offensive dirigée par le général Nivelle au printemps. À la suite d'une préparation d'artillerie particulièrement violente, les troupes françaises s'emparent des différentes lignes allemandes, du fort de la Malmaison. Elles atteignent les rives de l'Ailette obligeant les troupes allemandes à quitter le plateau du Chemin des Dames jusqu'à Craonne du fait de leur exposition aux nouvelles positions de l'artillerie française.

## Description du champ de bataille
La ligne d'attaque s'étire de Vauxaillon à l'ouest, passe par le moulin de Laffaux, la ferme de Mennejean pour s'étirer le long du Chemin des Dames jusqu'à la ferme de la Royère soit une longueur de 12 km. Les lignes allemandes sont sur les pentes d'un plateau à l'ouest où se situent de nombreux ouvrages défensifs ainsi que des creutes (carrières en picard) résistant aux obus les plus lourds. Le fort de la Malmaison se situe au centre du dispositif le long du Chemin des Dames.

## Troupes en présence

### France
À gauche :
- 14e corps d'armée du général Marjoulet
  - en appui au nord rattaché au corps 129e DI
  - 28e DI et un groupe de 14 chars  Saint-Chamond
  - 27e DI et un groupe de 14 chars Saint-Chamond

Au centre :
- 21e corps d'armée du général Degoutte
  - 13e DI et un groupe de 12 chars Schneider
  - 43e DI et un groupe de 12 chars Schneider

À droite :
- 11e corps d'armée du général de Maud'huy
  - 38e DI et un groupe de 12 chars Schneider
  - 66e DI (chasseurs alpins)
  - en appui à l'est 67e DI (39e corps d'armée)

Artillerie
- 2e, 12e, 32e,35e, 54e, 206e, 231e, 240e, 259e régiments d’artillerie de campagne
  - 812 canons de campagne dont 768 pièces de 75, 44 de 95
  - 862 pièces d'artillerie lourde de calibres divers, allant de 105 à 380 mm (dont 87 pièces de 220, 40 pièces de 240, 5 pièces de 370)
  - 105 pièces à grande puissance (66 pièces de 270, 25 pièces de 280, 2 pièces de 305, 12 pièces de 320)
  - 66 batteries d'artillerie de tranchée

### Empire allemand
- 6 divisions en ligne de gauche à droite :
- Generalkommando 54 du général Max von Müller
  - 47e division de réserve
  - 5e division de la garde
  - 2e division de la garde
  - 13e division
- VIII corps de réserve du général Georg Wichura
  - 14e division
  - 37e division

- 3 divisions d'intervention en soutien (de gauche à droite) :
  - 9e division
  - 43e division
  - 52e division (VIIIe corps de réserve)

- Éléments de 3 divisions en réserve rapprochée :
  - 40e division (en forêt de Saint-Gobain)
  - 6e division (venant de Russie)
  - 3e division bavaroise (venant de Lorraine)

Artillerie
- 180 batteries, dont 63 de gros calibre (parmi celles-ci 64 batteries dont 40 de gros calibre sont arrivées sur le front entre le 15 septembre et le 15 octobre)

## Déroulement de la bataille

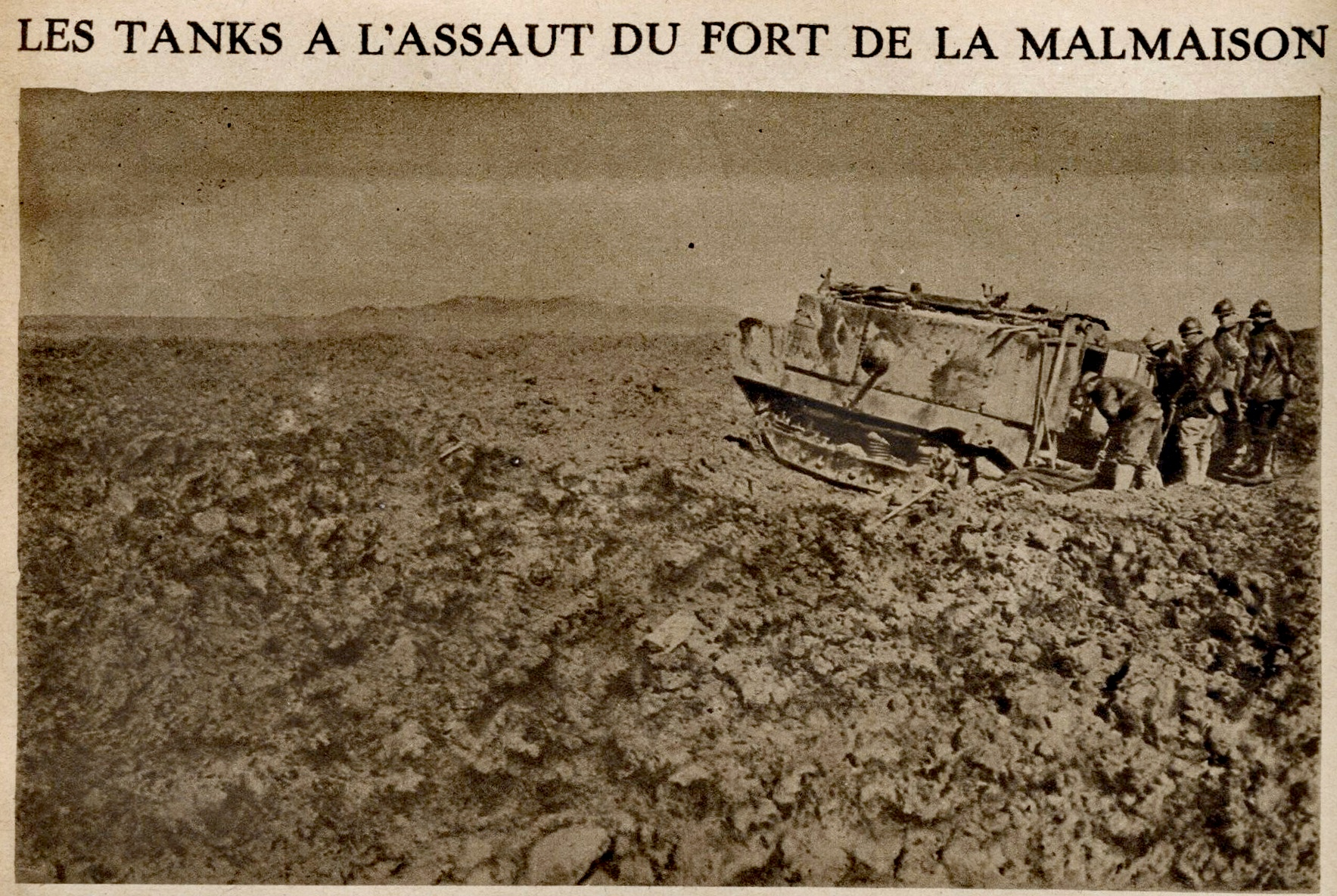
Char Schneider à la bataille de la Malmaison.

- 17 au 22 octobre : le pilonnage d'artillerie est quasi ininterrompu, 2 800 000 obus soit 70 000 tonnes d'acier et de gaz sont déversés ; les Allemands ne sortent qu'entre 8 h et 9 h, heure à laquelle les artilleurs français prennent leur café ; dans la vallée de l'Ailette, il leur est impossible d’enlever leur masque à gaz, donc de boire et de manger, empêchant le ravitaillement, l'évacuation des blessés, l'acheminement de munitions ou l'évacuation du matériel lourd. Les tirs de contrebatterie allemands cessent rapidement, notamment faute de munitions. Les premières lignes allemandes sont isolées et leur moral atteint. Les tirs des plus grosses pièces, dirigés par des observateurs aériens, sont assez précis pour frapper le même point et, à la longue, percer les toits des abris souterrains allemands.
- nuit du 20 au 21 octobre : les unités qui vont participer à l'attaque montent en ligne ;
- 21 octobre à 11 h : l'attaque prévue au matin du 22 est reportée au matin du 23 pour parfaire la préparation d'artillerie ;
- 22 octobre au soir : l'attaque prévue le lendemain à 5 h 30 est avancée à 5 h 15 pour devancer la contre-préparation d'artillerie allemande ;
- 23 octobre à 5 h 15 : début de l'attaque par nuit noire mais sans pluie, ni brouillard ;
- 23 octobre vers 6 h : la première ligne d'objectifs est presque partout atteinte ; le 14e corps encercle les carrières de Fruty et prend le saillant de Laffaux et le village d'Allemant ; le 31e bataillon de chasseurs occupe la ferme de la Malmaison pour le 21e corps ; dans le secteur du 11e corps, les zouaves prennent le fort de la Malmaison, les carrières de Bohéry sont encerclées par les Marocains et les tirailleurs ;
- 23 octobre vers 9 h : à l'extrême-droite de l'armée la 66e division atteint sa première ligne d'objectifs sauf le ravin des Bovettes ; toutes les unités marquent alors une pause d'environ 3 heures pour organiser les positions conquises et préparer le deuxième bond ;
- 23 octobre entre 9 h 30 et 15 h : la deuxième ligne d'objectifs est attaquée et atteinte presque partout ; le 1er bataillon de chasseurs s'empare de la carrière Montparnasse à 10 h 30 ; après avoir pris la creute (carrière) du Corbeau dans le bois de Belle-Croix, la lisière nord du bois des Hoinets est atteinte à 11 h 30 ; un régiment enlève le village de Vaudesson ; des chasseurs emportent le bois des Gobineaux ; l'ultime objectif le village de Chavignon est pris à 14 h par des chasseurs ; après avoir occupé la ferme de l'Orme, la ferme Many, le Voyeu, la 38e division les rejoint à 15 h ; seule la 66e division piétine encore sur la première ligne d'objectifs tout en ayant néanmoins capturé plus de 1 000 hommes et pris 15 canons ;
- 23 octobre fin de journée : 17 000 tonnes d'acier supplémentaires ont été déversées sur les Allemands ; plus de 7 000 prisonniers dont trois colonels et leurs états-majors sont ramenés vers les lignes françaises ; plus de 100 canons ont été pris ; des patrouilles atteignent l'Ailette en certains points. Les Allemands se replient sans désordre ; des batteries allemandes commencent à repasser au nord de l'Ailette ;
- 24 octobre : les replis allemands permettent de pousser vers le mont des Singes et Pinon ;
- nuit du 24 au 25 octobre : certaines unités allemandes reçoivent des ordres contradictoires de se replier et de tenir jusqu'au bout ;
- 25 octobre : dès l'aube l'attaque française reprend ; de nombreux prisonniers sont faits ; la 66e division s'empare de Pargny ; au soir la boucle de l'Ailette peut être considérée comme acquise ;
- jours suivants : les Français s'emparent de Filain, de l'épine de Chevregny, de la ferme de Froidmont et occupent le plateau et les pentes jusque vers l'éperon des Vaumaires ;
- nuit du 1er au 2 novembre : pris d'enfilade par les positions françaises de la Malmaison, les Allemands abandonnent les crêtes orientales du Chemin des Dames.

## Bilan

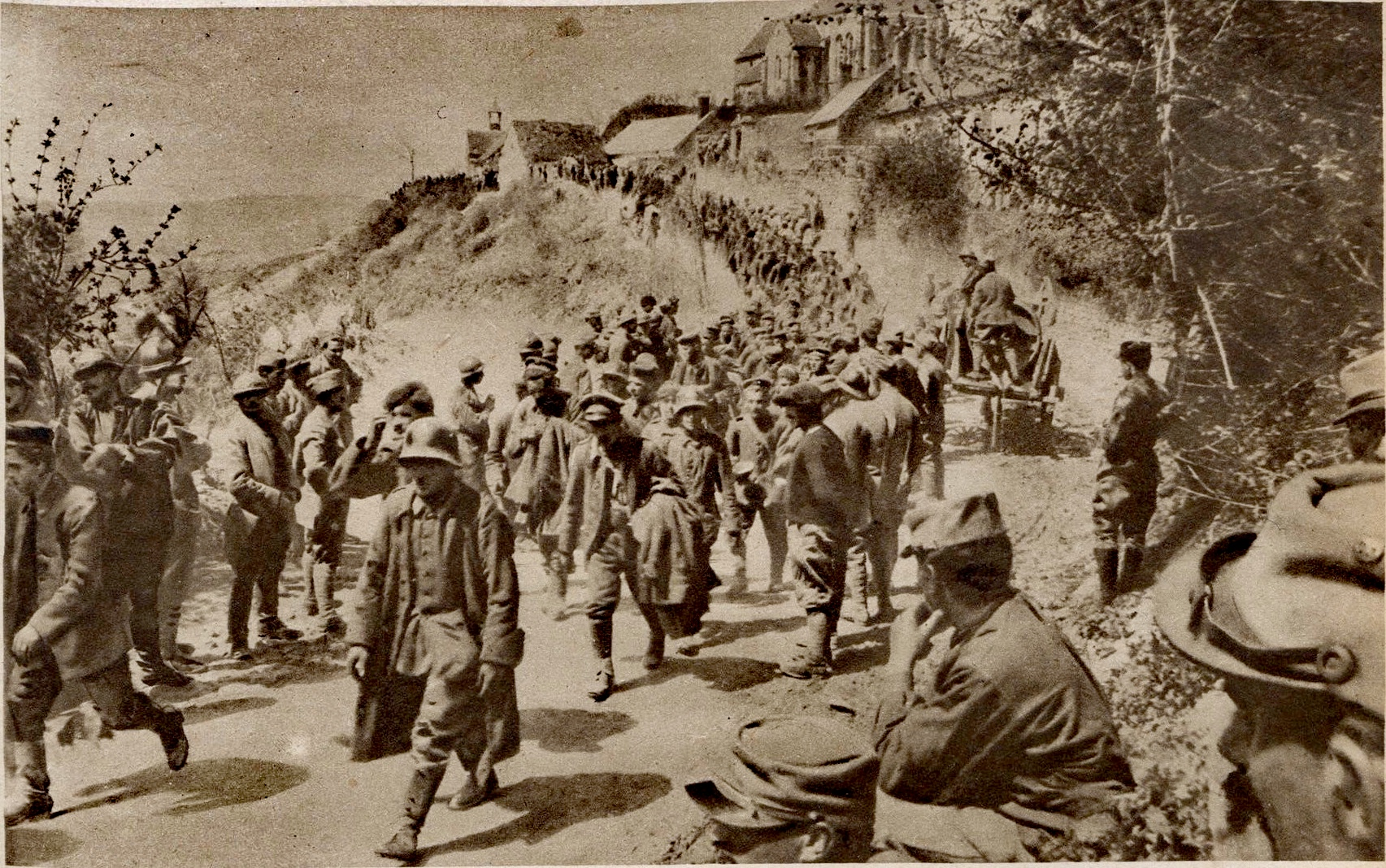
Colonne de prisonnier allemands capturés à la bataille de la Malmaison.

La bataille de la Malmaison est du point de vue français un grand succès, avec des pertes minimes sauf pour la 66e division (le 24e bataillon de chasseurs alpins perd à lui seul 450 chasseurs). Pour la première fois les chars d'assaut Schneider et Saint-Chamond ont été correctement employés et ont pesé sur l'issue de la bataille. L'artillerie française trois fois plus forte que l'artillerie allemande a été correctement utilisée pendant les combats, sauf au 11e corps. Le plan d'engagement de l'artillerie de ce corps d'armée pour la journée du 23 octobre, trop minutieux et trop rigide, ne comporte pas moins de 75 pages ! La Caverne du Dragon est reprise.
À l'arrière, dans les journaux français, après avoir, à l'annonce des résultats de la première journée, espéré une percée vers Laon, la victoire est tout de suite éclipsée par le désastre italien de Caporetto. La décision de conduire une bataille avec des objectifs limités est  critiquée en mettant en regard les résultats avec ceux obtenus par les Allemands lors de la poursuite de l'armée italienne en déroute. Le choix de l'état-major français de faire une longue et coûteuse préparation d'artillerie est à nouveau critiqué par les journalistes lorsque les Anglais percent le front par surprise avec leurs tanks un mois plus tard à Cambrai.
Le résultat final de la bataille de Cambrai, un sanglant match nul, prouve néanmoins que la doctrine de conduite des opérations offensives de l'état-major français est bien la bonne face à un ennemi qui ne s'est pas encore effondré moralement .

## Décoration
- LA MALMAISON 1917  est inscrit sur le drapeau des régiments cités lors de cette bataille.